# Marine Seagull

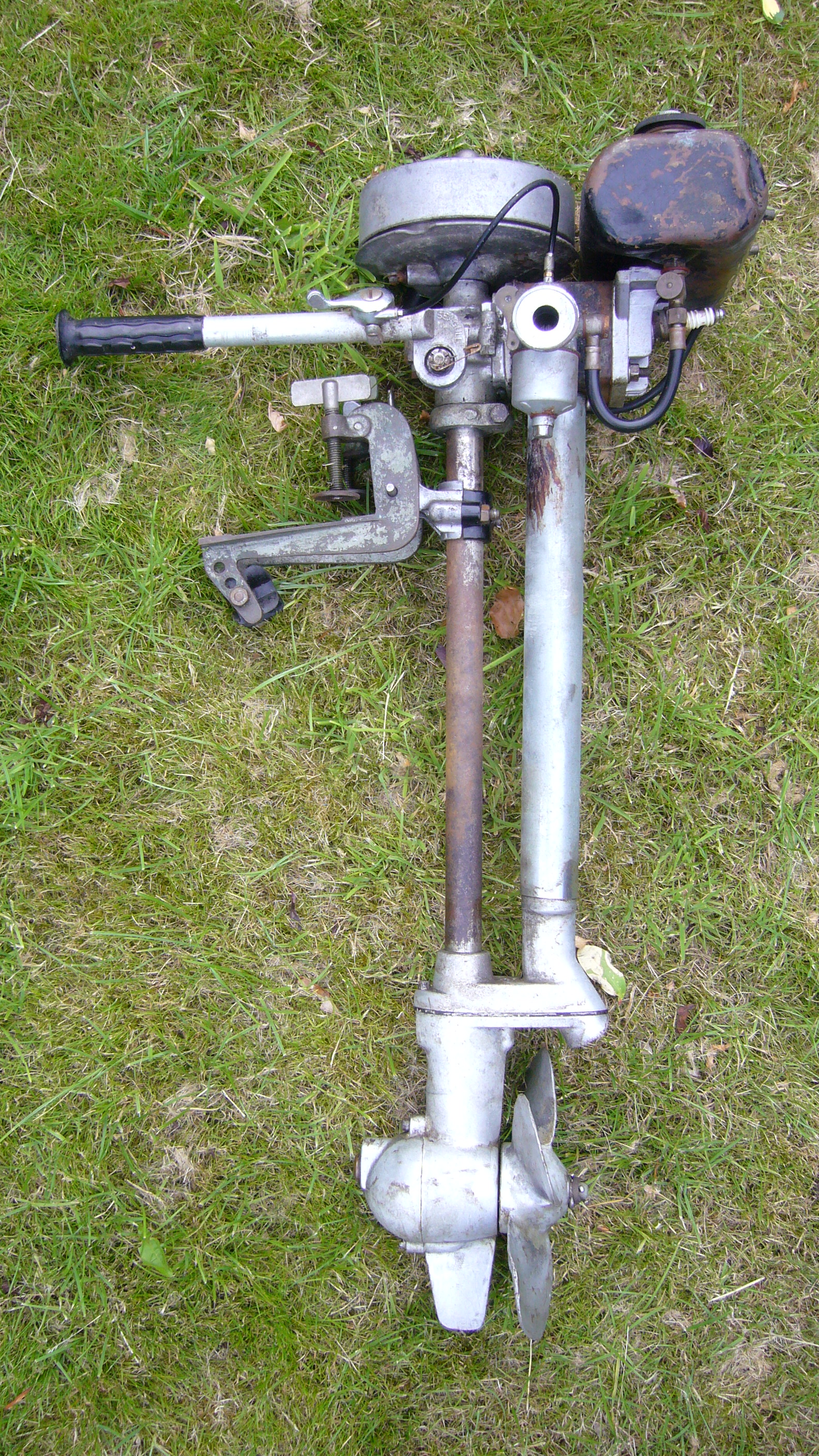
En Seagull från 1950-talet

Marine Seagull var ett brittiskt företag som bland annat tillverkade utombordsmotorer med namnet Seagull.

## Historia
År 1931 tillverkade The Sunbeam Motor Company i Wolverhampton den första Seagull-motorn. Den kallades för Marston Seagull, och var konstruerad specifikt för marin användning, och inte en konverterad industrimotor. År 1938 grundades British Seagull, som tog över tillverkningen. Den fortsatte ända till 1996, då den sista Seagull-motorn tillverkades. Företaget Sheridan Marine innehar dock rättigheterna till British Seagull, och tillverkar fortfarande reservdelar och tillbehör till motorerna.

## Teknik
British Seagull hann tillverka 39 olika Seagull-modeller, och man satsade på att göra enkla motorer i material av god kvalitet. Man använde bara två olika cylinderstorlekar för alla modeller, 64 cm3 och 102 cm3 . Dessutom finns det bara åtta olika växelhus.
Seagull-motorns topplock är gjort av gjutjärn, så det rostar inte . Eftersom motorn går på låga varv, kan lagren göras av brons, som till och med klarar av att hamna under vatten utan att ta skada. 
Fram till 1978 hade växelhusen ingen oljepackning, utan som växelhusolja används SAE 140-olja, som är mycket trögflytande. Vatten läcker ändå in i växelhuset, men lagren är gjorda så att de ska fungera i den vatten-olje-emulsion som uppstår. Från 1978 finns det modeller med oljepackning som ska ha SAE 90 i växelhuset. Man kan även använda EP-olja, som visserligen innehåller tillsatser som kan skada lager gjorda av brons, men bara om temperaturen blir mycket hög, vilket den inte blir i Seagullens växelhus som ju är nersänkt i vattnet under gång.

## Bränsle
Seagull-motorerna ska köras med en bränsleblandning på 10 % olja ända till årsmodell 1978, därefter 4 %. Motorer tillverkade från och med 1968 kan konverteras till 4 %. 